# مكتبة مون
مكتبة مون (بالإنجليزية: Maughan Library)‏ هي مكتبة بحث علمي بريطانية، تابعة لكلية الملك في لندن. مبنى قوطي جديد من القرن التاسع عشر يقع في Chancery Lane في مدينة لندن، وكان في السابق المقر الرئيسي لمكتب السجلات العامة، المعروف باسم "الصندوق القوي للإمبراطورية 

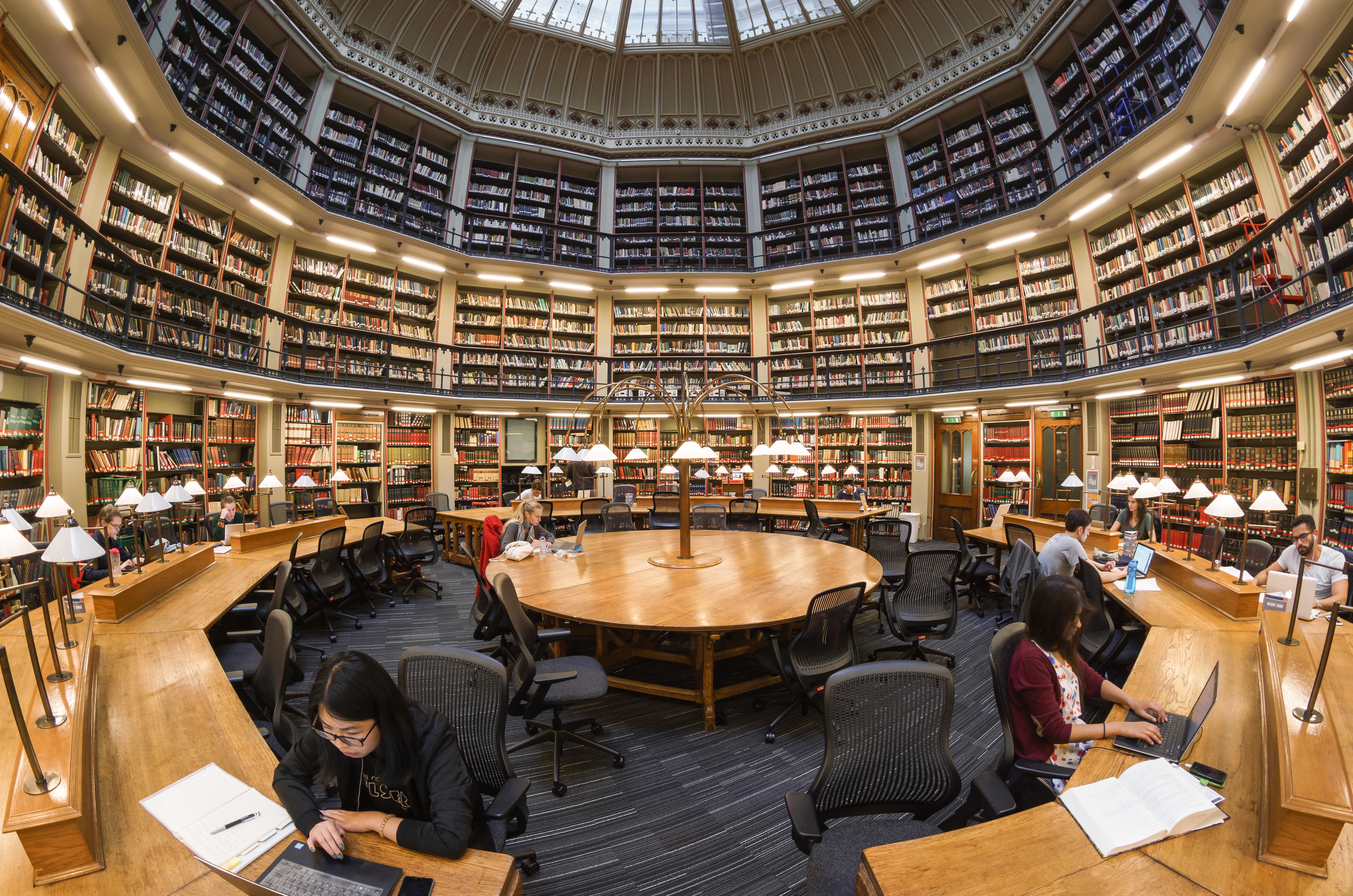
المكتبة من الداخل ، 2017.